# Helena Ohashi
Helena Pereira da Silva Ohashi (São Paulo,1895 - Campinas, 14 de novembro de 1966) foi uma pintora, musicista e professora brasileira. 
É autora de obras que retratam paisagens, retratos e naturezas-mortas. Foi esposa do pintor Ryokai Ohashi e filha do pintor e professor Oscar Pereira da Silva. 
Helena seguiu inicialmente os passos da pintura acadêmica do pai, seu primeiro mestre, para aderir posteriormente ao modernismo. Residiu muitos anos de sua vida na França e no Japão. Foi uma das precursoras femininas das artes plásticas reconhecidas no Brasil, além de ter atuado como desenhista de moda no Japão.

## Biografia
Helena Pereira da Silva Ohashi nasceu em São Paulo, em 1895. Viveu seus primeiros anos na rua Augusta, 159, sendo filha única por muitos anos. Era filha do pintor Oscar Pereira da Silva, cuja família vivia no Rio de Janeiro. Sua mãe era Julie Pereira da Silva, francesa nascida em Bordeaux.
Helena fez primeiras tentativas como artista aos cinco anos, ao fazer desenhos de figuras de perfil, com olhos de frente. Seu pai costumava rir desses primeiros desenhos, e dizia para ela: “um dia serás pintora".
Seus avós maternos moravam em Dax, próximo a Bordeaux. Helena e seus pais foram então para Paris. Saíram de navio do porto de Santos, e fizeram primeiro uma parada no Rio de Janeiro, onde Helena conheceu seus avós paternos. No mesmo navio, seguiram para Marselha, em uma viagem que durou um mês, e de lá seguiram para Dax, na França. Lá, Helena conheceu seus avós maternos, retornando a São Paulo após quase um ano de estadia.
Helena ingressou em sua primeira escola, o Colégio Inglês, na esquina da Avenida Paulista com a Rua Augusta. Um tempo depois nasceu sua primeira irmã, Margarida.
Durante férias de três meses passadas no então município de Santo Amaro com sua família, Helena começou a pintar com tinta. Fazia desenhos, aquarelas e pinturas a óleo de objetos, flores e frutos.

## Estudos na França
Em 1911, Helena expõs seus quadros no ateliê de seu pai. O deputado paulista Freitas Valle, conhecido dele, gostou das artes, e por meio de sua iniciativa, Helena foi selecionada para participar do  programa Pensionato Artístico do Estado de São Paulo, criado pelo Governo do Estado de São Paulo, para subsidiar estudos de artistas paulistas na Europa. No mesmo ano, Helena foi à Paris  acompanhada da família.
Pouco depois de chegar à Paris, Helena pegou a febre escarlatina. Com resfriado, manchas vermelhas no corpo inteiro, febre de quarenta graus, Helena quase morreu, perdeu todos os cabelos e ficou um mês de cama, tomando apenas leite.
Depois de melhorar, começou a estudar na renomada Academia Julian, partindo da pintura de modelos nus.
Em 23 de novembro de 1911 nasceu mais uma irmã de Helena, e no dia 30 do mesmo mês, sua mãe Julie morreu. Helena voltou com seu pai e sua irmã Margarida para o Brasil, enquanto a irmã recém-nascida ficou com uma ama, para ser criada numa aldeia perto de Guillancourt.
Nos anos seguintes, voltou mais três vezes de Paris, estudando na Academia Julian e na Academia Colarossi. Conseguiu entrar então na Escola de Belas Artes, no curso de Hebert. Durante os estudos, não expôs em nenhum salão, pretendendo melhorar sua habilidade antes de tentar isso.
Com o início da Primeira Guerra Mundial em 1914, Helena se viu forçada a retornar ao Brasil, onde sofreu o preconceito de seu pai quanto ao estilo de pintura que havia aprendido. Enquanto Oscar lhe propunha fazer reproduções de quadros famosos, ela queria elaborar uma pintura mais livre, baseada no que tinha aprendido em Paris.

## Primeira exposição e retorno à Paris
Em janeiro de 1919 abriu sua primeira exposição, em São Paulo, com dinheiro que reunira e economizara por cinco anos. As obras expostas eram anteriores a sua ida para França e seus estudos mais extensos. Eram obras com técnicas diferentes, do gênero natureza morta. Mesmo assim, os jornais elogiaram muito a pintora Helena. Monteiro Lobato, inclusive, escreveu um artigo sobre a mostra de Helena, na Revista do Brasil.
Em 1920, Helena Ohashi voltou a Paris, onde passou a morar definitivamente na companhia de suas irmãs. Participou ativamente da vida artística da cidade, enquanto fazia exposições tanto lá quanto em São Paulo. Começou a estudar na Académie de la Grande Chaumière, onde aprendeu composição sobre temas clássicos gregos, além da História da França, e sempre conseguia boas notas; em casa fazia telas de natureza morta, estas no intuito de expor.

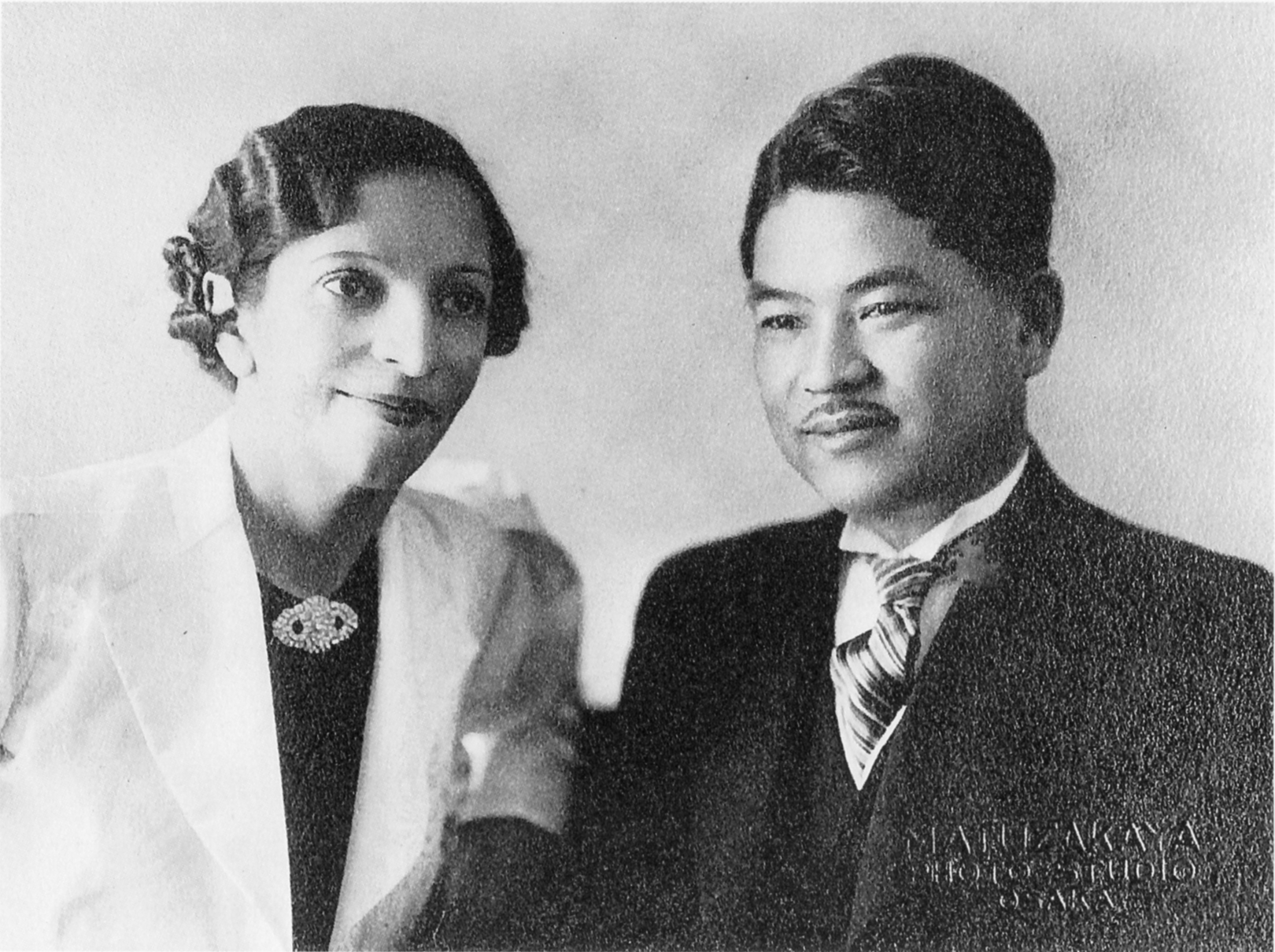
Helena Ohashi e Ryōkai Ohashi

Em 1928, conheceu o pintor japonês Ryokai Ohashi, seu colega em um dos cursos de pintura que fez em Paris. Em 1931, já eram noivos e casaram em 1933.

## Mudança para o Japão
Em 1933, Helena e Riokai Ohashi se mudaram para o Japão.
Em Tóquio, Helena chegou com emprego na loja de departamentos japonesa Matsuzakayá, com a função de trabalhar na seção de modas ocidentais, fazendo desenhos de modelos e cartazes.
Em 1934, o casal mudou-se para Osaka, seguindo a transferência da loja Matsuzakayá, onde Helena trabalhou até 1940. Paralelamente, produzia quadros para exposições e lecionava piano.
Em 1940, com o início da Segunda Guerra Mundial, Helena retornou ao Brasil com Riokai Ohashi para uma missão de propaganda do Japão. Em 11 de novembro, junto do marido, realiza a mostra de arte "Vernissage", promovida pela Embaixada do Japão no Brasil, sob patrocínio da Associação dos Artistas Brasileiros. Ambos foram recebidos pelo presidente Getúlio Vargas ao chegarem ao Brasil, e Ryokai presenteou Vargas com um quadro de sua autoria, uma pintura do Castelo de Nimeji.
Helena fez também, em dezembro de 1940, uma exposição junto com obras do marido no prédio Itá, na rua do Barão de Itapetininga, em São Paulo. O Museu Nacional de Belas Artes adquiriu duas obras de Helena Ohashi. Depois, Helena e Riokai viajaram para o Rio de Janeiro, Santos e São Paulo, sempre fazendo exposições. Participou da Sociedade Propagadora das Belas Artes. Entre 1940 e 1941, passaram um período na Argentina, onde Helena fez uma exposição em Buenos Aires.
O casal voltou para o Japão em 1942, no meio da guerra. Em 31 de dezembro de 1943, Riokai Ohashi faleceu de um turmor cerebral. Mesmo assim, Helena continuou no país por mais seis anos.

## Volta ao Brasil
Helena Ohashi finalmente voltou ao Brasil, em 1949, por estar em estado de penúria, deixando diversos quadros do marido aos cuidados de sua família no Japão.
Em 1951, fez uma exposição em Campinas. Na cidade, começou a lecionar em 1952, após vender o quadro Aclamação de Amador Bueno, de autoria de seu pai, Oscar Pereira da Silva. Expôs, ainda em 1952, em Mogi-Mirim e Itapira. Retornou no final do ano, por um curto período, à França, desta vez como dama de companhia de uma jovem.
Em 1953, mudou-se definitivamente para Campinas, dando continuidade a sua carreira artística. No mesmo ano, teve seus trabalhos recusados pelo Salão Paulista.
Em 1955, Helena promoveu uma exposição de quadros e obras do marido no cine Niterói, que cedeu o salão do hotel por alguns dias. No meio dele, foram instaladas divisões com lonas para pendurar as telas de Ryokai. A maioria das obras foi comprada por japoneses, sendo que sua sobrinha, Isabel, adquiriu a tela Vins et liqueurs.
Em 1958, mandou duas telas ao salão japonês de artes plásticas Seibi-Kai, que comemorava o cinquentenário da imigração japonesa no Brasil. As duas obras foram aceitas e Helena foi inclusive premiada; não pôde, porém, ir na inauguração, por estar doente.
Em setembro de 1963, Helena Ohashi foi autorizada a expôr na sala térrea do Centro de Ciências e Letras, cedida por Marino Ziziatti. Lá apresentou seu catálogo, fotografias e artigos de exposições que fez em Paris, no Japão e no Rio de Janeiro. A exposição foi inaugurada repleta de convidados e amadores, proporcionando boas vendas de suas obras

## Falecimento
Helena Ohashi morreu aos 71 anos, em 1966, por embolia pulmonar e insuficiência cardíaca.
Em 1965, Helena Ohashi havia escrito a sua autobiografia, intitulada Minha Vida – Brasil – Paris – Japão. Ela foi publicada somente em 1969, três anos depois de sua morte, e mesmo assim, com tiragem reduzida e pequena repercussão.

## Cronologia
- 1895 - Nasce em São Paulo Helena Pereira da Silva Ohashi, filha do pintor Oscar Pereira da Silva e da francesa Julie Pereira da Silva.
- 1910 - Começa a estudar desenho e pintura com o pai
- 1911 - Expõe seus quadros no ateliê de seu pai. Freitas Valle aprova seus quadros, e lhe confere uma bolsa para viajar para Europa. Viajam para França Helena, seu pai, sua mãe e sua irmã, no navio a vapor Frisia. Começa a estudar na Academia Julian. Em novembro morre sua mãe, ao dar à luz sua irmã Judith. Em dezembro, Oscar Pereira da Silva volta ao Brasil com as duas filhas maiores.
- 1912 - Em março, Helena viaja com o pai para a Europa, e visitam a Itália. Ela volta então a estudar na Academia Julian; estuda também na Academia Colarossi e na Escola de Belas-artes, no curso de Hechet.
- 1914 - Helena volta ao Brasil
- 1915 - Em maio, vai de novo para paris, dessa vez no navio Flandres.
- 1916 - Expõe na Sociedade Nacional de Belas Artes, ou apenas SNBA, em Lisboa, Portugal. Obtém menção honrosa de 1º grau com sua pintura Recanto de jardim de Luxemburgo
- 1917 - Em janeiro, expõe na Loja Aurora, na rua São Bento
- 1919 - Expõe 46 telas na rua Direita: naturezas-mortas e estudos
- 1920 - Helena viaja novamente para Paris, no navio a vapor Andes, e se inscreve na Academia de La Grande Chaumière. Expõe no mesmo ano no Salon des Femmes Peintres et Sculpteurs.
- 1922 - Participa da Exposição Geral de Belas-artes: Interior de Sala, No Museu Louvre, Porta do Museu de Cluny.
- 1923 - Entra no Salão de Paris com Sale du Bureau Louis XV
- 1924 - Helena mora em Paris, mas expõe na rua São Bento a Galeria Jorge, com 50 telas.
- 1926 - Em janeiro, volta ao Brasil.
- 1928 - Tem telas expostas na Exposição de Belas-artes Muse Italuche: duas naturezas-mortas e um pierrô.
- 1929 - Inaugura uma exposição no salão do Club Comercial. Voltando a França, participa do Salão de Paris.
- 1930 - Participa do Salão de Paris com Amours et fleurs.
- 1932 - Em março, regressa ao Brasil e expõe na sede do Professorado Paulista, no Largo da Patriarca.
- 1933 - Em julho, vai a Paris novamente, e se casa com o pintor japonês Riokai Ohashi. Juntos, viajam ao Japão. Chegam em setembro, e lá Helena faz desenhos de moda e cartazes para uma grande revista de Tóquio.
- 1934 - Helena se muda para Osaka, onde apresenta uma exposição. Faz outra exposição em Nagoya. Além delas, expõe todos os anos em conjunto com seu marido.
- 1940 - Vai ao Brasil com Riokai Ohashi, em uma missão de propaganda do Japão. Em 11 de novembro, participa junto do marido da mostra de arte "Vernissage", promovida pela Embaixada do Japão no Brasil, sob patrocínio da Associação dos Artistas Brasileiros. Ambos, Helena e Riokai, são recebidos pelo presidente da época, Getúlio Vargas, ao chegarem ao Brasil, e Riokai presenteia Vargas com um quadro de sua autoria, uma pintura do Castelo de Nimeji.[5] Faz também, em dezembro, uma exposição junto com obras do marido no prédio Itá, na rua do Barão de Itapetininga, em São Paulo. O Museu Nacional de Belas Artes, ou apenas MNBA, adquire duas obras de Helena Ohashi. Depois, Helena e Riokai viajam para o Rio de Janeiro, Santos e São Paulo, sempre fazendo pinturas. Participa da Sociedade Propagadora das Belas Artes, e fez uma exposição em Buenos Aires.
- 1942 - Volta com o marido para o Japão, em meio a Segunda Guerra Mundial.
- 1943 - Em 31 de dezembro de 1943, morre seu marido, Riokai Ohashi.
- 1949 - Helena Ohashi volta ao Brasil.
- 1951 - Em novembro, expõe obras em Campinas.
- 1952 - Vende ao governo o quadro Aclamação de Amador Bueno, de autoria de seu pai, Oscar Pereira da Silva. No mesmo ano, começa a lecionar pintura. Expõe ainda em Mogi-Mirim e Itapira. Por fim, volta para a Europa, dessa vez como dama de companhia de uma jovem.
- 1953 - Helena se muda para Campinas.
- 1954 - Heleha Ohashi é recusada no Salão Paulista.
- 1955 - Promove uma exposição de quadros e obras do marido, Riokai Ohashi, em uma sala de cinema.
- 1958 - Expõe no Salão Seibi, onde é premiada.
- 1963 - Em setembro, expõe novamente quadros do marido falecido, desta vez no Centro de Ciências Brasil-Japão. Neste ano, escreve suas memórias no livro Minha Vida.
- 1966 - Helena Pereira da Silva Ohashi morre em 14 de novembro de 1966, em Campinas.
- Anos 60 - Acontece uma exposição póstuma de suas obras na Sociedade Brasileira de Cultura Japonesa.[3]